# CMFT
CMFT è il primo album in studio da solista del cantante statunitense Corey Taylor, pubblicato il 2 ottobre 2020.

## Tracce
Testi e musica di Corey Taylor, eccetto dove indicato.
1. HWY 666 – 4:09
2. Black Eyes Blue – 3:22
3. Samantha's Gone – 3:12
4. Meine Lux – 3:12
5. Halfway Down – 3:15
6. Silverfish – 4:06
7. Kansas – 4:14
8. Culture Head – 3:59
9. Everybody Dies on My Birthday – 3:21 (musica: Christian Martucci)
10. The Maria Fire – 3:52
11. Home – 3:46
12. CMFT Must Be Stopped (featuring Tech N9ne & Kid Bookie) – 5:14 (testo: Corey Taylor, Tyronne Hill, Aaron Yates)
13. European Tour Bus Bathroom Song – 1:59

## Formazione
- Corey Taylor – voce, chitarra, piano
- Christian Martucci – chitarra, voce
- Zach Throne – chitarra, voce
- Jason Christopher – basso, voce
- Dustin Robert – batteria, percussioni, voce
- Walter Bäcklin – tastiera, programmazione